# Jeffrey Sayle
Jeffrey Sayle (1 de octubre de 1954) fue un piloto de motociclismo australiano. Su mejor año fue en 1980 cuando finalizó en quinto lugar en el Mundial de 350cc. Sayle también compitió en el TT Isla de Man.

## Resultados en el Campeonato del Mundo
Sistema de puntuación desde 1969 hasta 1987:
| Posición | 1.º | 2.º | 3.º | 4.º | 5.º | 6.º | 7.º | 8.º | 9.º | 10.º |
| Puntos   | 15  | 12  | 10  | 8   | 6   | 5   | 4   | 3   | 2   | 1    |

Sistema de puntuación desde 1988 hasta 1991:
| Posición | 1.º | 2.º | 3.º | 4.º | 5.º | 6.º | 7.º | 8.º | 9.º | 10.º | 11.º | 12.º | 13.º | 14.º | 15.º |
| Puntos   | 20  | 17  | 15  | 13  | 11  | 10  | 9   | 8   | 7   | 6    | 5    | 4    | 3    | 2    | 1    |

### Carreras por año
(Carreras en negrita indica pole position, carreras en cursiva indica vuelta rápida)
| Año  | Cat.  | Equipo    | 1       | 2       | 3       | 4       | 5       | 6       | 7       | 8       | 9       | 10      | 11      | 12     | 13      | 14      | 15    | Pts. | Pos. |
| ---- | ----- | --------- | ------- | ------- | ------- | ------- | ------- | ------- | ------- | ------- | ------- | ------- | ------- | ------ | ------- | ------- | ----- | ---- | ---- |
| 1979 | 250cc | Yamaha    | VEN -   |         | GER -   | NAT -   | ESP -   | YUG -   | NED 15  | BEL 7   | SWE -   | FIN -   | GBR Ret |        | FRA -   |         |       | 4    | 26.º |
| 1979 | 350cc | Yamaha    |         | AUT 15  | GER 12  | NAT 5   | ESP -   | YUG -   | NED 7   |         |         | FIN -   | GBR 3   | CZE 10 | FRA 8   |         |       | 24   | 10.º |
| 1980 | 500cc | Yamaha    | NAT -   | ESP -   | FRA DNQ |         | NED 11  | BEL Ret | FIN -   | GBR Ret |         | GER Ret |         |        |         |         |       | 0    | -    |
| 1980 | 350cc | Yamaha    | NAT 8   |         | FRA 11  |         | NED 4   |         |         | GBR Ret | CZE 3   | GER 7   |         |        |         |         |       | 25   | 5.º  |
| 1981 | 250cc | Armstrong | ARG Ret |         | GER -   | NAT 14  | FRA DNQ | ESP -   |         | NED 5   | BEL Ret | RSM 11  | GBR 12  | FIN -  | SWE -   |         |       | 6    | 23.º |
| 1981 | 350cc | Yamaha    | ARG 5   | AUT Ret | GER Ret | NAT Ret |         |         | YUG -   | NED Ret |         |         | GBR 7   |        |         | CZE -   |       | 10   | 15.º |
| 1982 | 350cc | Yamaha    | ARG Ret | AUT 9   | FRA 3   |         | NAT Ret | NED Ret |         |         | GBR Ret |         | GBR Ret | CZE -  |         | GER Ret |       | 12   | 15.º |
| 1982 | 250cc | Armstrong | ARG -   |         | FRA 3   | SPA 8   | NAT Ret | NED 3   | BEL 14  | YUG 7   | GBR 23  | SWE 16  | GBR -   | CZE 22 | SMR Ret | GER Ret |       | 27   | 9.º  |
| 1983 | 250cc | Bartol    | RSA -   | FRA -   | NAC -   | ALE DNQ | ESP -   | AUT -   | YUG DNQ | NED DNQ | BEL -   | GBR Ret | SUE -   |        |         |         |       | 0    | -    |
| 1989 | 250cc | Aprilia   | JPN DNQ | AUS 20  | USA DNQ | SPA -   | NAT -   | GER -   | AUT -   | YUG -   | NED -   | BEL -   | FRA -   | GBR -  | SWE -   | CZE -   | BRA - | 0    | -    |